# Cantón de Seignelay
El cantón de Seignelay era una división administrativa francesa, que estaba situada en el departamento de Yonne y la región de Borgoña.

## Composición
El cantón estaba formado por nueve comunas, más una fracción de otra comuna:
- Beaumont
- Chemilly-sur-Yonne
- Cheny
- Gurgy
- Hauterive
- Héry
- Mont-Saint-Sulpice
- Seignelay
- Monéteau (fracción que corresponde a la comuna asociada de Sougères-sur-Sinotte)
- Ormoy

## Supresión del cantón de Seignelay
En aplicación del Decreto n.º 2014-156 de 13 de febrero de 2014, el cantón de Seignelay fue suprimido el 22 de marzo de 2015 y sus 10 comunas pasaron a formar parte; siete del nuevo cantón de Saint-Florentin, una del nuevo cantón de Auxerre-2, una del nuevo cantón de Migennes y la fracción de comuna se unió a su otra fracción para pasar a formar parte del nuevo cantón de Auxerre-2.